# Max Troendlé
Max Colin Peter Troendlé 2 september 1995 i Kanada, är en svensk politiker (miljöpartist). 

## Biografi
Max Troendlé föddes 1995 i Kanada. Han har studerat gymnasial utbildning och vidareutbildat sig till busschaufför. Troendlé blev 2014 Kommunalpolitikerpolitiker och sitter sedan 2017 i partistyrelsen för Miljöpartiet. 2019 kandiderade han till Europaparlamentet för Miljöpartiet Han är gruppledare för Miljöpartiet i Kalmar samt distriktsordförande för Miljöpartiet i Kalmar län.